# Walter Kaskel
Walter Kaskel ( Berlín, Alemania, 2 de febrero de 1882 – ibídem, 9 de octubre de 1928  fue un jurista y profesor universitario alemán dedicado al Derecho Laboral.

## Actividad profesional
De familia judía, su padre era un banquero y juez de comercio. Después de estudiar derecho en las universidades de Berlín, Munich y de Friburgo trabajó en los tribunales locales en Liebenwalde y en Berlín y en 1911 obtuvo su doctorado en la Universidad de Berlín con una tesis sobre "El perdón en los tribunales de ética de profesiones liberales" y en 1913 logró su habilitación en la Universidad de Berlín. Trabajó durante años en la Oficina estatal de Seguros. En 1920 Kaskel fue nombrado profesor asociado de Derecho del Trabajo en la Universidad Friedrich-Wilhelm en Berlín. En 1921 Kaskel junto a Hermann Dersch, Friedrich Sitzler y Friedrich Syrup fundó la Nueva Revista de Trabajo. El 9 de octubre de 1928 Walter Kaskel murió en Berlín a la edad de 46 años. Es considerado uno de los fundadores de la legislación laboral moderna en Alemania y en Berlín-Lichtenberg, una calle lleva su nombre.

## Obras
Kaskel escribió las siguientes obras:
- Begnadigung im ehrengerichtlichen Verfahren der freien Berufsstände  (El indulto en los tribunales de ética de profesiones liberales)  Berlín: Springer, 1911. Berlín, Univ, Jur Diss.
- Grundriss des sozialen Rechts (Programa de justicia social) en colaboración con Walter Kaskel y Fritz Sitzler. Berlín: Springer. Vol 1 1912
- Rechtsfälle aus der sozialen Versicherung ( Los casos legales de la seguridad social en colaboración con Paul Brunn. Berlín: Springer, 1916. [segunda ed. 1927].
- Das neue Arbeitsrecht: systematische Einführung (El nuevo derecho del trabajo: introducción sistemática)  Berlín: Springer, 1920. [cuarta ed. 1922].
- Die sozialpolitische Gesetzgebung (La legislación social) Berlín: Springer, 1921. [tercera es. 1921].
- Arbeitsnachweisgesetz: Kommentar (Ley de Bolsa de Trabajo: comentada) Berlín: Springer, 1922. [segunda actualización 1923].
- Arbeitsrecht (Trabajo). Berlín: Springer, 1925. [quinta ed. 1957 actualizada por Hermann Dersch].

## Labor periodística
- director de la Neue Zeitschrift für Arbeitsrecht (Nueva Revista de Derecho del Trabajo), 1921.
- director del Monatsschrift für Arbeiter-und Angestelltenversicherung (Revista mensual de la Seguridad Social), 1913.